# 阿尔万·格雷厄姆·克拉克
阿尔万·格雷厄姆·克拉克（Alvan Graham Clark，1832年7月10日—1897年6月9日）是一位美国天文学家和望远镜制造商。
1832年7月10日，他出生在马萨诸塞州福尔里弗，是阿尔万·克拉克的儿子，阿尔万·克拉克父子公司创始人之一。
1862年1月31日，当他在测试马萨诸塞州剑桥港一架新的18.5英寸（47厘米）口径大型折射电望远镜时，第一次观测到了一颗白矮星。这颗天狼星B或昵称为"小狗"的发现，证明了1844年弗里德里希·威廉·贝塞尔的假设-夜空中最亮的天狼星（视星等为−1.46）有一颗扰动它运行的隐形伴星。克拉克使用当时最大的折射望远镜透镜和美国最大的望远镜，观察了8级视星等伴星。
克拉克的18½英寸折射望远镜后来交付给他的用户，具有里程碑意义的伊利诺伊州埃文斯顿西北大学迪尔伯恩天文台（Dearborn Observatory），今天它仍然在使用 。

## 另请查看
- 天文仪器制造商列表

## 备注
1. ↑  .   [2017-10-30]. （原始内容存档于2021-05-19）.

- . . （原始内容存档于2012-03-21）.
- 迪尔伯恩望远镜 （页面存档备份，存于）
- 天狼星A和B: 大犬座中的双星系统 （页面存档备份，存于）
- 西北大学天文学与天体物理学-迪尔伯恩天文台史 （页面存档备份，存于）
- 望南看到的冬天最亮的星座 （页面存档备份，存于）